# Billy Butterfield
Pour les articles homonymes, voir Butterfield.
Billy Butterfield (Charles William Butterfield) est un trompettiste de jazz américain né le 14 janvier 1917 à Middleton, Ohio et décédé le 18 mars 1988 à North Palm Beach (Floride). Après avoir joué dans les orchestres de Bob Crosby, d'Artie Shaw, de  Benny Goodman et de Les Brown, il forma et dirigea un orchestre à son retour de l'armée, entre 1943 et 1947. Il enregistra deux albums avec Ray Conniff. Il épousa la chanteuse Dotty Dare Smith (29 octobre 1922 - 3 Juin 2015) avec qui il eut deux jumelles.